# 周玄真
周玄真（1328年—?），或作周元真，字玄初（又作元初）。浙江嘉禾（今浙江嘉興）人。元末明初神霄派道士。 
世居嘉禾（今浙江嘉興），後遷於姑蘇（今蘇州市）。12歲時於嘉興紫虛觀出家為道士，師事李拱端（杜道堅弟子），又從曹桂孫，再從步宗浩得五雷秘文，能祈雨療疾，頗有奇驗。洪武三年（1370年）明太祖召天師張正常和周玄真入朝，賜宴於光祿寺，翌年又召至京師，授領神樂觀事。晚年住持常熟致道觀，構築來鶴軒，人稱鶴林高士，自號鶴林先生。約卒於明朝初年。